# Contratto di collaborazione coordinata e continuativa
Il contratto di collaborazione coordinata e continuativa (spesso abbreviato in co.co.co.) è una forma di rapporto di lavoro parasubordinato facente parte dei c.d. contratti flessibili.

## Storia
Venne riconosciuto per la prima volta con l'art. 2 della Legge Vigorelli n. 741/1959 ove veniva delegato il Governo a fissare dei minimi di trattamento economico-normativo a favore non solo dei lavoratori subordinati, bensì anche per quei rapporti di collaborazione che si concretizzassero in una prestazione d'opera continuativa e coordinata. Ulteriore riconoscimento e disciplina furono conferiti con la legge n. 533/1973 la quale, novellando l'art. 409 c.p.c., estese le regole sull'allora nuovo processo del lavoro anche alle prestazioni lavorative personali rese senza vincolo di subordinazione ma in modo coordinato e continuativo.
Tale tipo di contratto venne stipulato secondo il previgente modello sino al 2003, anno in cui entrò in vigore il d.lgs 10 settembre 2003, n. 276; da quel momento fu possibile applicarlo secondo due distinte modalità:
- attraverso la forma a "progetto"; pertanto, dalla collaborazione coordinata e continuativa nacquero i co.co.pro. (contratto di collaborazione a progetto), che potevano essere applicate senza particolari restrizioni se non che la collaborazione dovesse essere inquadrate in uno specifico progetto o programma di lavoro;
- la forma classica e originaria, ovvero la collaborazione coordinata e continuativa, ma solo per talune categorie di lavoratori (si veda sotto).

Con il decreto legislativo n. 81/2015, attuativo del c.d. decreto Jobs Act, dal 1º gennaio 2016 è definitivamente abrogata la tipologia "a progetto".
Tale riforma, avvenuta a seguito di un decennale dibattito sulla necessità di un freno all’abuso di tale forma contrattuale, ha stabilito  il principio cardine secondo il quale “Il contratto di lavoro subordinato a tempo indeterminato costituisce la forma comune di rapporto di lavoro”. Le collaborazioni individuali che presentano i caratteri della continuità e della etero-organizzazione, salvo specifiche esclusioni previste dalla legge o derogate dalla contrattazione collettiva, devono essere inquadrate come lavoro dipendente (anche nei casi di somministrazione).
La forma originaria di co.co.co. rimane tuttavia applicabile, sebbene con maggiori limitazioni definite dalla nuova legislazione.

## Disciplina normativa
Dal 2016 valgono le precisazioni normative indicate dai decreti attuativi del Jobs Act (Legge delega n. 183/2014 e il D.Lgs. n. 81/2015) che ha abrogato gli articoli da 61 a 69-bis del D.Lgs. n. 276/2003 (il decreto attuativo della Legge Biagi), in pratica la forma co.co.pro, e ha introdotto in aggiunta alla forma di cui all'art. 409 c.p.c. una nuova forma di co.co.co. disciplinata all'art. 2 dello stesso decreto.
Fonti normative sono la legge n. 81/2017 sul lavoro autonomo, quelle di cui all'art. 409 del c.p.c. e poi, in particolare, quelle previdenziali e tributarie, che replicano il contenuto della disposizione del codice di procedura civile. Inoltre si applica la normativa sul lavoro subordinato per quelle co.co.co. di cui all'art. 2 co. 1 del d.lgs. 81/2015, modificato dal d.l. 101/2019 convertito con la l. 128/2019.
Riguardo alla pubblica amministrazione italiana, il Jobs Act ha introdotto il divieto dal 1º gennaio 2017 (prorogato di 12 mesi) per le pubbliche amministrazioni di stipulare contratti di collaborazione (art. 2, comma 4), esclusivamente personali, in cui il lavoratore non è autonomo, vale a dire che il committente decide le modalità, tra le quali orario e luogo di lavoro. È stata successivamente concessa un'altra proroga valida sino al 31 dicembre 2018., nuovamente spostata al 01/07/2019.

## Caratteristiche
La collaborazione coordinata e continuativa è caratterizzata da:
- autonomia del lavoratore;
- coordinamento organizzativo operato dal committente;
- natura prevalentemente personale della prestazione;
- continuità ovvero la costanza nel tempo della collaborazione, anche a tempo indeterminato, svincolata dal raggiungimento di traguardi: pertanto, continuativa significa perdurante nel tempo ovvero sganciata da scadenze/obiettivi (programmi o progetti).

Sono pertanto lavoratori a metà strada tra i dipendenti e gli autonomi, ecco perché costituiscono una categoria a sé, detta appunto dei parasubordinati. Essi lavorano in totale autonomia operativa, escludendo ogni vincolo di subordinazione, ma inquadrati in un rapporto unitario e continuativo con il committente. Quindi fanno parte dell'organico della struttura aziendale e operano in tutti i processi, anche quelli produttivi. Al committente spetta il potere di coordinamento dell'attività del lavoratore per armonizzarle con le procedure e i bisogni dell'organizzazione dell'impresa o dell'ente.
Da un punto di vista tributario, ai redditi dei collaboratori privi di Partita Iva è applicato il regime previsto per i lavoratori dipendenti: il committente funge da sostituto d'imposta e rilascia un cedolino paga, simile a quello previsto per i lavoratori subordinati. Dal lato previdenziale, il committente è tenuto al pagamento dei contributi alla gestione separata INPS.
Con lo sdoppiamento operato dalla nascita, nel 2003, della forma co.co.pro. la collaborazione coordinata e continuativa si è potuta effettuare, senza inquadramento nella forma a progetto, solo nelle seguenti circostanze:
- personale della pubblica amministrazione (proroga con scadenza 1º gennaio 2017 in attuazione della riforma del Job Act);
- pensionati di vecchiaia che svolgono un'attività lavorativa;
- addetti di società sportive o associazioni sportive riconosciute dal CONI;
- amministratori e membri degli organi di controllo delle società;
- i rapporti lavorativi con gli iscritti ad albi o registri in relazione alle attività regolamentate per le quali sia richiesta l'iscrizione (ad esempio: liberi professionisti ordinistici oppure agenti e rappresentanti del commercio);
- quando previsto dai CCNL, come per i Call center, ad esempio (novità introdotta con la riforma in vigore dal gennaio del 2016).

Pertanto, era tecnicamente errato (nel periodo dopo il 2003) affermare che il contratto di collaborazione coordinata e continuativa fosse stato abolito con il passaggio ai co.co.pro. Questo perché la collaborazione a progetto era, giuridicamente, una tipologia di collaborazione coordinata e continuativa inquadrata nell'ambito di un progetto, programma o fase di lavoro; inoltre, sono esistiti altri ambiti, previsti per legge, per i quali si è potuto utilizzare ancora collaboratori co.co.co. (elenco sopra).

## Tutela previdenziale e non automaticità delle prestazioni
Per tale forma contrattuale il legislatore ha provveduto a una graduale estensione delle tutele previdenziali obbligatorie, al fine di rispettare con maggiore effettività i diritti costituzionali dei prestatori, nonché per contrastare il fenomeno crescente delle elusioni contributive datoriali, ovvero il raggiro dei maggiori costi del lavoro subordinato, e del correlato uso illegittimo dei contratti di collaborazione.
Dal 1996 la tutela previdenziale per i collaboratori parasubordinati è divenuta obbligatoria, disponendo l'obbligatorietà di iscrizione degli stessi alla Gestione Separata, appositamente istituita presso l’INPS. L'iniziale bassa aliquota contributiva è stata progressivamente parificata a quella prevista per il lavoro subordinato, permettendo ai collaboratori la prospettiva di ottenere un assegno pensionistico più adeguato.
Una progressiva espansione delle tutele previdenziali ha conferito ai lavoratori parasubordinati il diritto a diverse indennità, tra le quali figurano quelle di maternità/paternità, di congedo parentale, di malattia e degenza ospedaliera, di disoccupazione, di morte ai superstiti, oltre al diritto all'assegno per il nucleo familiare.
Queste tutele, garantite dall'obbligo in capo al committente di corrispondere all'INPS la contribuzione previdenziale, sebbene divenute molto simili alle tutele spettanti ai lavoratori subordinati, risultano di fatto di più debole concretezza. Oltre ai requisiti più stringenti e alla minor generosità delle indennità erogate, un forte limite è emerso a seguito di alcune sentenze della Corte suprema di cassazione del 2021 e del 2022, nel merito della asserita non applicabilità ai contratti di collaborazione della c.d. automaticità delle prestazioni (ex art. 2116, c.1, c.c.). Secondo la Corte, infatti, in caso di omissione contributiva da parte del committente, sebbene non per colpa del lavoratore, l'Ente previdenziale non risulterebbe obbligato all'erogazione delle prestazioni.